# Jakob Laurenz Studach

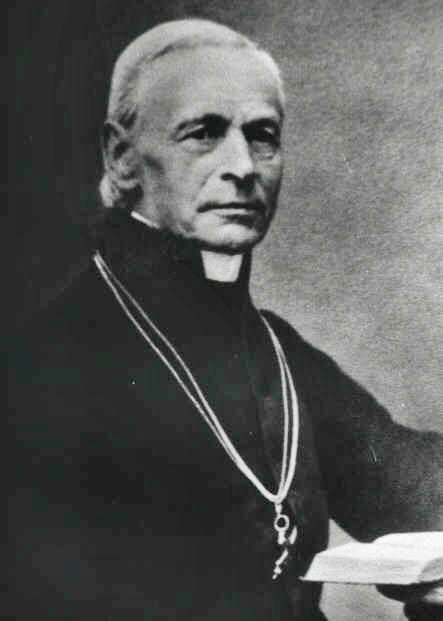
Bischof Jakob Laurenz Studach

Jakob Laurenz Studach, auch Jakob Lorenz Studach (* 25. Januar 1796 in Altstätten, Schweiz; † 9. Mai 1873 in Stockholm, Schweden) war Apostolischer Vikar von Schweden und Titularbischof von Orthosias in Caria. 

## Leben und Wirken
Jakob Laurenz Studach war der Sohn von Matthäus Studach und seiner Frau Magdalena geb. Hasler aus Altstätten im St. Galler Rheintal. Er absolvierte das Kantonsgymnasium und studierte Medizin an der Universität Wien. Hier kam er in Kontakt mit dem Konvertiten und katholischen Priester Zacharias Werner (1768–1823), der dem Kreis um den Hl. Klemens Maria Hofbauer (1751–1820) angehörte. Studach entschloss sich unter ihrem Einfluss zum Studium der Theologie. Ab 1817 besuchte er die Landshuter Universität, wo er Schüler des späteren Bischofs Johann Michael Sailer (1751–1832) wurde, einem der herausragenden Theologen seiner Zeit. 
Auf dessen Vermittlung übernahm er von Mai 1818 bis November 1819 die Stelle eines Erziehers bzw. Hauslehrers für die jüngeren Kinder des Dichters und Konvertiten Graf Friedrich Leopold zu Stolberg-Stolberg (1750–1819), auf Gut Sondermühlen bei Melle, Niedersachsen.
Am 13. Februar 1820 empfing er in Landshut die Priesterweihe und wurde Geistlicher des Bistums Eichstätt. Wieder auf Vermittlung Sailers wirkte Studach als Erzieher im Hause des nominellen Landesherrn, Eugène de Beauharnais, Herzog von Leuchtenberg und Fürst von Eichstätt. Dieser war der Stiefsohn von Kaiser Napoleon I. und Schwiegersohn des bayerischen Königs Maximilian I. Joseph.
Als seine Schülerin Prinzessin Joséphine de Beauharnais (1807–1876) im Jahre 1823 den schwedisch-norwegischen Kronprinzen und späteren König Oskar I. heiratete, wünschte sie Jakob Laurenz Studach als Vertrauten und Seelsorger mitzunehmen. Der Priester übersiedelte mit der Prinzessin nach Stockholm, wo er sowohl als Hofkaplan wirkte, als auch die kleine und mit strengen Restriktionen belegte, katholische Gemeinde betreute. 1828 unterrichtete er den später als Politiker berühmten Franzosen Charles de Montalembert (1810–1870), dessen Eltern sich damals in Stockholm aufhielten, in deutscher Philosophie.

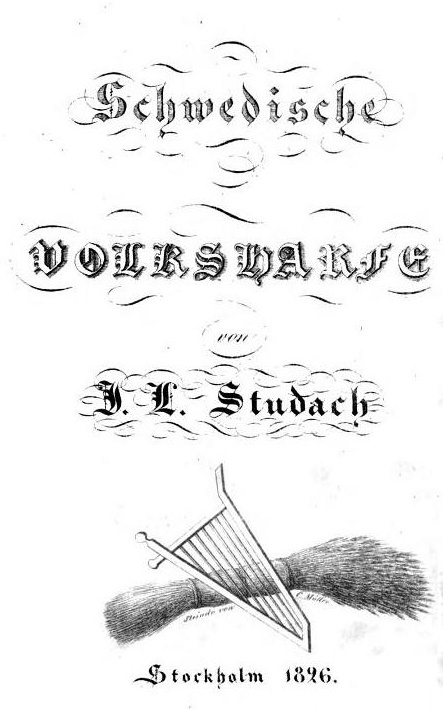
Titelblatt von Studachs Gedichtband „Schwedische Volksharfe“, 1826

Am 10. August 1833 bestimmte Papst Gregor XVI. Studach zum Apostolischen Vikar von Schweden, wozu damals auch Norwegen gehörte; 1838 zeichnete er ihn mit dem Ritterkreuz des Gregoriusordens aus. 1844 wurde Joséphine de Beauharnais Königin von Schweden. Sowohl sie, als auch ihr Vertrauter Jakob Laurenz Studach, förderten die katholische Kirche nach Kräften und waren sehr engagiert. 1862 ernannte Papst Pius IX. den Apostolischen Vikar zum Titularbischof von Orthosias in Caria. Die bischöfliche Weihe erteilte ihm der Kurienkardinal Karl August von Reisach am 1. Juni 1862.
Jakob Laurenz Studach amtierte bis zu seinem Tod, 1873, als Apostolischer Vikar von Schweden; Königin Joséphine, damals aber schon nicht mehr regierend, starb 1876.
Der Bischof schrieb für deutsche Kirchenblätter zahlreiche Artikel über die religiösen Verhältnisse in seinem Missionsgebiet. Durch seine daraus resultierende Bekanntheit im deutschsprachigen Raum konnte er dort viele Spenden sammeln und ließ unter anderem katholische Gotteshäuser in Stockholm (1835–37), Oslo (1850–56) und Göteborg (1862) errichten. Studach übersetzte einen Katechismus, ein Gebetbuch und das Andachtsbuch  „Goffine’s Handpostille“ aus dem Deutschen ins Schwedische, ebenso einige schwedische Werke in die deutsche Sprache, am bekanntesten davon die Gedichtsammlung „Schwedische Volksharfe“ , 1826.  und die Übertragung von „Sämund's Edda des Weisen“ aus dem Isländischen. 1856 veröffentlichte er ein religionshistorisches Werk über die Germanen, mit dem Titel „Die Urreligion, oder das entdeckte Uralphabet“.